# Сайнтсетсек Даштсерен
Сайнтсетсек Даштсерен (19 вересня 1990) — монгольська плавчиня.
Учасниця Олімпійських Ігор 2008 року.